# كسبي
كسبي هي بلدة في مقاطعة كسبي في ولاية قشقداريا في أوزبكستان.